# 18399 Tentoumushi
18399 Tentoumushi este o planetă minoră (asteroid), cu un diametru de 22,987 km, din centura de asteroizi. A fost descoperită pe 17 noiembrie 1992 la Kitami de Kin Endate. 
Obiectul prezintă o orbită caracterizată de o semiaxă mare de 3,1641051 UAi, o excentricitate de 0,2, o înclinație de 18,26837 ° în raport cu ecliptica.